# Richard Biedermann-Imhoof
Richard Biedermann-Imhoof, bis 1906 Richard Biedermann, (* 6. Mai 1865 in Winterthur in der Schweiz; † 6. Juli 1926 in Eutin) war ein Schweizer, ab 1897 deutscher Privatgelehrter, Ornithologe und Zoologe.

## Leben

### Herkunft und Familie
Biedermann-Imhoof wurde als Sohn des Lehrers und Winterthurer Stadtrats Wilhelm Gustav Adolf Biedermann (1829–1900) und dessen Frau Emma Imhoof (1839–1897) geboren. Der Schweizer Numismatiker Friedrich Imhoof-Blumer war sein Onkel.
Die Familie Biedermann, die 1556 von Konstanz nach Winterthur eingewandert war, und die Familie Imhoof stellten in Winterthur mehrere bekannte Persönlichkeiten, darunter Fabrikanten, Politiker, Künstler und Wissenschaftler. Die Familien hatten weit verzweigte, internationale Verbindungen.

### Frühe Jahre
Biedermann-Imhoof besuchte in Winterthur das Gymnasium und schloss dieses 1883 mit der Matura ab. Im Herbst des gleichen Jahres wurde er an der Universität Zürich immatrikuliert, wo er ab dem Wintersemester 1883/84 zunächst Philosophie und ab dem Wintersemester 1888/89 Medizin studierte. 1889 ging er nach bestandener medizinisch-propädeutischer Prüfung zunächst an die Universität Berlin und 1890 an die Universität Kiel, um seine Studien fortzusetzen. In Kiel wandte er sich allerdings 1891 den Naturwissenschaften zu.
Im Wintersemester 1893/94 promovierte Biedermann-Imhoof am Zoologischen Institut der Universität Kiel zum Dr. phil. Seine Promotionsschrift befasste sich mit Tintinniden, die von der Deutschen Plankton-Expedition sowie aus der Ostsee, dem Selenter See, dem Plöner See und der Schwentine stammten. Anschließend zog er nach Eutin, zu dieser Zeit Residenzstadt des zum Großherzogtum Oldenburg gehörenden Fürstentums Lübeck.
Am 10. April 1897 wurde Biedermann-Imhoof nach Bestätigung der Zürcher Kantonsregierung oldenburgischer Staatsbürger bzw. Reichsdeutscher im Oldenburgischen Staatsverband. Im gleichen Jahr trat er der Deutschen ornithologischen Gesellschaft bei und erwarb ein weitläufiges Areal in Eutin, auf dem er ab 1900 die Villa Tanneck sowie für seine umfangreichen Forschungen Stallungen, ein Gartenhaus und einen Aussichtsturm errichten ließ. Die übrigen Flächen wurden in einen Landschaftspark verwandelt.
Am 1. November 1906 bewilligte die oldenburgische Regierung die Namensänderung von Biedermann zu Biedermann-Imhoof.
Zwischen 1896 und 1914 verfasste Biedermann-Imhoof eine Vielzahl ornithologischer Schriften, die er zum Teil in einem im Selbstverlag gedruckten Buch verlegte oder in regelmäßig erscheinenden Fachblättern veröffentlichte. 1909 erschien außerdem ein Band mit von Biedermann-Imhoof verfassten Gedichten.

### Die Sammlung Biedermann
Spätestens etwa 1905 begann Biedermann-Imhoof, eine umfangreiche Sammlung ausgestopfter inländischer, sowie seltener ausländischer Tiere, Skelette, Schädel, Versteinerungen, Mineralien, Korallen, Geweihe und naturwissenschaftlicher Präparate sowie umfangreiche Käfer- und Schmetterlingssammlungen anzulegen. Die einzelnen Stücke wurden teilweise von ihm selbst gesammelt oder er erwarb sie durch Ankauf, zum Beispiel von den Teilnehmern wissenschaftlicher Expeditionen. Zum Ausbau der Sammlung rüstete Biedermann-Imhoof auch selbst Expeditionen aus, so etwa die Altai-Expedition 1907–08 sowie Forschungsreisen nach Indien und Rangun 1909. Biedermann-Imhoof war aber offenbar nie selbst Teilnehmer einer solchen Expedition und beteiligte sich anscheinend auch nicht an ihrer wissenschaftlichen Auswertung.
Die Exponate der Sammlung verwahrte Biedermann-Imhoof zunächst in seiner Eutiner Villa. Später, offenbar mit zunehmendem Umfang, stiftete er Teile seiner Sammlung an Museen, so an das Naturhistorische Museum Olten (Schweiz), an das Heimatmuseum Zofingen (Schweiz), an die Zoologischen Museen in Berlin und Kiel sowie an das Naturhistorische Museum Lübeck. Den Hauptteil seiner Sammlung schenkte Biedermann-Imhoof allerdings Eutiner Schulen. Zum einen dem 1910 gegründeten Lyzeum (der heutigen Carl-Maria-von-Weber-Schule) sowie der ebenfalls 1910 gegründeten städtischen Friedrich-August-Realschule, die 1920 mit dem staatlichen Gymnasium zu dem Gymnasium und Realgymnasium Eutin (heute Johann-Heinrich-Voß-Schule) vereinigt wurde. Teile der Sammlung sind bis heute im jeweiligen Schulbesitz und in Vitrinen ausgestellt. Aus Platzmangel gab die Carl-Maria-von-Weber-Schule Teile der Sammlung später an das Zoologische Museum Kiel weiter.
1914 verlieh der oldenburgische Großherzog Friedrich August Biedermann-Imhoof den Ehrentitel Professor für seine Verdienste in der Zoologie. Im gleichen Jahr wurde er in die Königlich-Preußische Akademie der Wissenschaften aufgenommen.
Ab 1917 war Biedermann-Imhoof in finanzielle Schwierigkeiten geraten und war gezwungen, mehrere Hektar seines Parks zu verkaufen. In den Jahren danach war er auf die Unterstützung seines wohlhabenden Bruders Robert Biedermann-Mantel, der in Winterthur als erfolgreicher Fabrikant tätig war, angewiesen.
Am 6. Juli 1926 starb Richard Biedermann-Imhoof in Eutin.

## Taxonomische Ehrungen
Nach Biedermann-Imhoof sind zahlreiche Tierarten, vor allem Insekten und Vögel, aber auch Säugetiere und Meerestiere benannt, wobei es auch Doppelbenennungen gibt. Zuweilen konnte es vorkommen, dass bei den umfangreichen Schenkungen ausgestopfter Tiere durch Biedermann-Imhoof erst später entdeckt wurde, dass ein betreffendes Exponat eine noch unbekannte Gattung darstellte. Zum Teil wurden diese Funde dann auch nach ihm benannt. So wurde ein von der Altai-Expedition mitgebrachter Kleiber, Teil einer Schenkung Biedermann-Imhoofs an das Zoologische Museum in Berlin, laut des Berichts der Februar-Sitzung 1907 der Deutschen Ornithologischen Gesellschaft Sitta Biedermanni benannt, nachdem festgestellt wurde, das die Art bisher unbekannt war. Weiterhin ist sein Name auch mit der finanziellen Förderung der Nomenklatur-Kommission verbunden, die er zu einer Zeit noch förderte, als er bereits von seinem Bruder finanziell unterstützt werden musste.

### Beispiele für Benennungen (Auswahl)
- Eurema biedermanni (Ordnung: Schmetterling aus der Familie der Weißlinge)
- Morpho biedermanni (Ordnung: Schmetterling)
- Mustela lutreola biedermanni (Familie: Wiesel)
- Disparocypha biedermanni (Ordnung: Fliegen)[5]
- Scaphinotus petersi biedermanni (Ordnung: Käfer aus der Familie der Laufkäfer)
- Codonella amphorella Biedermann (Ordnung: Tintinnide)[6]
- Pyropteron biedermanni (Ordnung: Schmetterling aus der Familie der Glasflügler)
- Cibyra (Aegyptus) biedermanni (Ordnung: Schmetterling)
- Cinclus biedermanni (Unterart der Wasseramsel)
- Picus canus biedermanni (Grauspecht)[7]
- Sitta europaea biedermanni (Kleiber)[7]
- Alectoris graeca biedermanni[7]

## Familie
Biedermann-Imhoof heiratete am 27. März 1894 in Kiel Luise Johanna Margaretha von Johnn († 1934) aus Wolde. Ihre Eltern waren der Förster Johann Wilhelm Theodor von Johnn und Luise Emilie Sophie Meyer. Das Paar hatte zwei Kinder, Friedrich Adolph (1895–1963) und Elisabeth (1902–1982). Die Kinder wuchsen streng von der Außenwelt abgeschirmt auf.

## Veröffentlichungen (Auswahl)
- Ueber die Structur der Tintinnen-Gehäuse. Dissertationsschrift. Druck: E. Uebermuth. Kiel 1893/94.
- Über Fußhaltung der Vögel im Fluge. Veröffentlicht im Ornithologischen Jahrbuch VII, Heft 3, 1896.
- Ornithologische Studien. Selbstverlag. Eutin 1908 (enthält fünf ornithologische Beiträge Biedermann-Imhoofs für das Ornithologische Jahrbuch, bzw. die Ornithologischen Jahresberichte).
- Gereimte Gedanken und Erinnerungen. Struve’s Buchdruckerei. Eutin 1909.
- Ein Fall von Wärmeempfindungstäuschung bei jungen Raubvögeln. Veröffentlicht im Ornithologischen Monatsbericht 19. 1911.
- Eine Beobachtung über den dunklen Augenstreif bei der weiblichen Schwanzmeise. Veröffentlicht im Ornithologischen Monatsbericht 20. 1912.
- Ringelsperling und Rötelmaus am Vogelfütterungsplatz. Veröffentlicht im Schweizer Ornithologischen Beobachter. Ausgabe Nr. 7. 1912/13.
- Kämpfende Haussperlinge. Veröffentlicht im Ornithologischen Monatsbericht. Januar 1913.
- Beiträge für das Handbuch Vögel des Freistaats und Fürstentums Lübeck von Werner Hagen. Berlin 1913.

Veröffentlicht im Ornithologischen Monatsbericht 21. 1913:
- Spätbruten von Ringeltauben.
- Stimmen und Stimmungen verschiedner Vögel während einer Sonnenfinsternis.
- Zur Vogelsprache.
- Winterbeobachtungen.
- Über zwei besonders geschickt überlegte Angriffe und sonstige heimtückische Absichten gegen den Menschen seitens starker Raubvögel.

- Einiges über Elster-Räubereien und Ähnliches. Veröffentlicht in der Jagdpublikation Diana. Ausgabe Nr. 7. 1913.
- Zur Krähenfrage. Ornithologische Beobachtungen. 1913.
- Hartnäckige Angriffe einer Amsel auf eine Waldspitzmaus. Ornithologische Beobachtungen. 1913/14.
- Einiges vom Sperber, von Vogellogik und Warnrufe. Veröffentlicht im Ornithologischen Monatsbericht 22. 1914.
- Zum ’Rütteln‘ der Raubvögel gegen und auch mit dem Winde. Veröffentlicht im Ornithologischen Jahrbuch 25. 1914.